# Jaklin Zlatanova
Jaklin Zlatanova (en bulgare Жаклин Златанова, aussi translittéré Žaklin Zlatanova, née le 25 septembre 1988 à Sofia), est une joueuse bulgare de basket-ball. 

## Biographie
Mesurant 1,88 m, elle évolue au poste d’ailière et est la fille de Krassimira Banova, la première étrangère de l’histoire du Tarbes GB[réf. nécessaire].
Elle signe pour le club bulgare de Dunav 8806 Ruse à l'été 2013. Après 11 rencontres de championnat d'Eurocoupe à 12,1 points et 5,2 rebonds par rencontre, elle se blesse gravement au genou en décembre et ne peut terminer la saison.

## Club
| Saisons   | Équipe                     | Pays     |
| 2000-2003 | Levski Spartak Sofia       | Bulgarie |
| 2003-2004 | Samakov                    | Bulgarie |
| 2004-2008 | Tarbes Gespe Bigorre       | France   |
| 2008-2009 | Extragusa Vilagarcía       | Espagne  |
| 2009-2010 | Las Palmas de Gran Canaria | Espagne  |
| 2010-2011 | Mann Filter Zaragoza       | Espagne  |
| 2012-2013 | Rivas Ecópolis             | Espagne  |
| 2013-2015 | Dunav 8806 Roussé          | Bulgarie |
| 2015-2016 | Mann Filter Zaragoza       | Espagne  |

## Palmarès

### Club
- Coupe de la Reine : 2011, 2013[2]
- Championne de France NF3 2005 avec le Tarbes GB 2
- Vice-championne de France cadette 2005 avec le Tarbes GB